# Alfred Ebenhoch
Alfred Joseph Ebenhoch (* 18. Mai 1855 in Immenstaad am Bodensee, Kreis Überlingen (Kirchenbuch Dompfarrei Bregenz); † 30. Jänner 1912 in Wien) war ein österreichischer, katholischer Politiker der Volkspartei, die sich 1907 mit der Christlichsozialen Partei vereinigte.

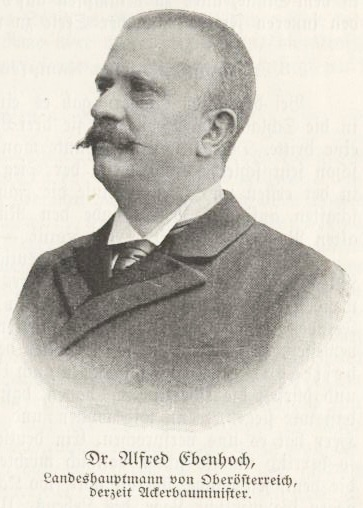
Landeshauptmann Alfred Ebenhoch

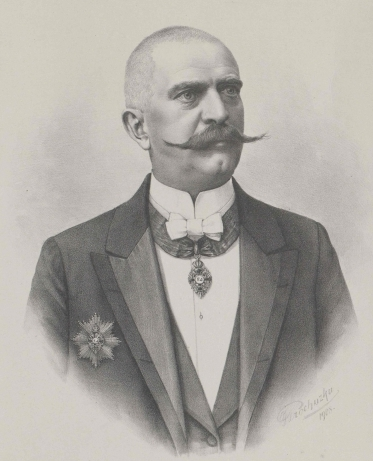
Ackerbauminister Alfred Ebenhoch

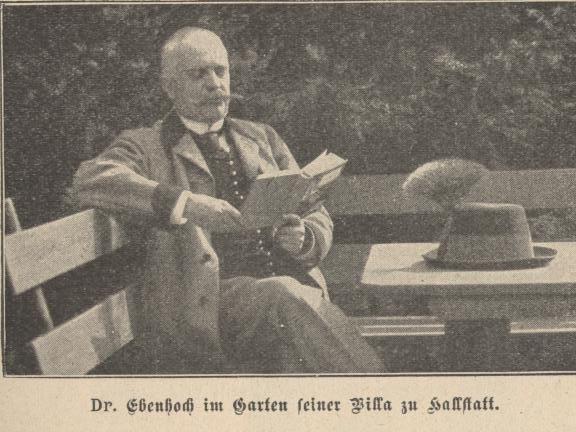
Ebenhoch als Privatmann

## Leben
Alfred Joseph Ebenhoch war ein Sohn des Christian Gebhard Ebenhoch, einem Amtsschreiber und Spediteur in Bregenz am Bodensee und der Ehefrau seiner ersten Ehe Franziska Maria Wilhelmine, geborene Maegerle, und ein Enkel des Ehepaares Alois Jakob Ebenhoch (1783–1842), Hufschmied in Feldkirch in Vorarlberg, und der Ehefrau seiner zweiten Ehe Anna Maria, geborene Beck (1798–1848). Er absolvierte das Kollegs Stella Matutina des Ordens der Jesuiten in Feldkirch, war Student an den Universitäten Prag und Innsbruck und promovierte dort im Jahre 1881 zum Doktor der Rechtswissenschaften. Während des Studiums trat er 1874 der katholischen Studentenverbindung Austria Innsbruck bei. Später wurde er noch Mitglied der Norica Wien, Carolina Graz und Marco-Danubia Wien.
Er wurde Advokat in Linz, Abgeordneter im oberösterreichischen Landtag. In den Jahren 1895 bis 1907 war er Landeshauptmann von Oberösterreich.
Während der Regierungszeit von Max Wladimir von Beck als Ministerpräsident der Monarchie Österreich-Ungarn war er von November 1907 bis November 1908 Ackerbauminister im Landesteil Cisleithanien. Das landwirtschaftliche Schulwesen, die Warmblutzucht in Oberösterreich, die Hebung des Futter- und Weinbauertrags in Niederösterreich und die Förderung der Ausbildung der amtlichen Tierärzte gehörten u. a. zu seinen Anliegen.
Agrarökonomischen und den sozialen Fragen der werktätigen Bevölkerung widmete er sich als Publizist und Schriftsteller, und er versuchte sich auch als Bühnenautor.

## Familie
Im Jahr 1883 ehelichte er Josepha Maria Isabella Rhomberg (* 23. Juni 1862 in Salzburg, † 11. September 1931 in Wels), Tochter des k.k. Polizeirat Hermann Martin Rhomberg (* 17. März 1825 in Dornbirn, † 11. Februar 1903 in Schwaz) und seiner Ehefrau Isabella Elisabeth, geborene Lürzer von Zechenthal (* 23. August 1835 in Dorfheim, † am 03. Jänner 1923) und hatte aus dieser Ehe die vier Töchter:
- Wilhelmine Isabella Josefine Maria Ebenhoch (* 13. August 1884 in Linz, † 9. Dezember 1934 in Wels), verheiratet mit dem Dr.med. Ferdinand Anton Rochhart (6. Juni 1875 in Wels, † 23. September 1943 in Wels), HNO-Arzt in Wels
- Gebhardine Ebenhoch (* 19. Juni 1886 in Linz, † 28. Mai 1952 in Wien), verheiratet mit Emil Kristinus (* 11. September 1893 in Deutsch-Wagram, † 12. Mai 1974 in Wien), einem Gebäudeverwalter in Wien
- Marie Ebenhoch (* 9. November 1889 in Linz, † 29. April 1969 in Wien), verheiratet mit dem Dipl.-Ing. Rudolf Schober (* 24. Oktober 1888 in Innsbruck, † 4. April 1957 in Wien) Sektionschef für staatliches Bauwesen in Wien
- Isabella Ebenhoch, (* 18. April 1892 in Linz, † 12. Jänner 1976 in Wien), verheiratet mit Dr.jur. Hans Pernter (03. Oktober 1887 in Wien, † 25. Juli 1951 in Bad Ischl), österreichischer Politiker, 1936 bis 1938 Bundesminister für Unterricht in Wien.

## Ehrungen
- 1908 wurde ihm der Orden der Eisernen Krone I. Klasse verliehen.
- 1908 wurde er zum Geheimen Rat mit dem Prädikat Exzellenz ernannt.
- In Linz wurde 1931 die Ebenhochstraße nach ihm benannt.[2]

## Studentenverbindungen
Er wurde während seines Studiums Mitglied der Teutonia Innsbruck und beteiligte sich 1892 an der Gründung einer Allemannia Linz, von der teilweise die Gründer der Nibelungia Linz kamen.

## Publikationen
(Auswahl)
- Elf Jahrhunderte deutschen Studententums, 1886.
- Hundert Fragen und Antworten für den Bauernstand, 1887.
- Sieben Vorträge über die Soziale Frage, 1887, später ins Flämische und Französische übersetzt.
- Schärfere Tonart, 1889.
- Das Hundert Millionengeschenk an die Polen, 1890.
- Wanderungen durch die Gesellschaftspolitik, 1896.
- Sechs Bilder aus der mexikanischen Kaisertragödie, 1904.
- Johann Philipp Palm, Trauerspiel, 1906.